# One Man Army and the Undead Quartet
One Man Army and the Undead Quartet (OMAATUQ) war eine Death-Metal-Band aus Schweden. Ihr Stil kann als Death Metal mit Thrash-Metal-Elementen und -Einflüssen bezeichnet werden.

## Geschichte
Gegründet wurde OMAATUQ 2004 von Johan Lindstrand, nachdem sich der Ex-The-Crown-Sänger von seiner Band trennte, um ein Soloprojekt zu starten. Um dies zu verwirklichen, holte er sich Hilfe von Valle Adzic. Sie begannen die damals von Lindstrand geschriebenen sechs Songs aufzunehmen, vorerst ohne Lead-/Solo-Gitarre und ohne Bass. Nach einiger Zeit übernahm Valle Adzic auch den Bass. Da dieser sich jedoch lieber um sein eigenes Soloprojekt Impious kümmern wollte, musste sich Lindstrand erneut auf die Suche nach festen Bandmitgliedern machen.
Nach einiger Zeit stieß Mikael Lagerblad zur Band und übernahm die Rolle des Lead-Gitarristen, und das Promotape When Hatred Comes to Life mit insgesamt 6 Tracks und 13 Soli wurde aufgenommen, jedoch noch ohne Rhythmusgitarre.
Zur Zeit der Aufnahmen wurde gleichzeitig die Suche für einen zweiten Gitarristen gestartet. Pekka Kiviaho bewarb sich und bekam den Posten sofort. Die Suche nach einem festen Drummer fand mit Marek Dobrowolski ihr Ende, die Band war nun komplett.
Nachdem das eingespielte Demo einige Plattenlabels erreichte, bekamen die Musiker einen Vertrag von Nuclear Blast und begannen mit der Arbeit an ihrem Debütalbum 21st Century Killing Machine, das schließlich im Januar 2006 auf den Markt kam.
Ab Dezember 2005 war die Band als Supportact mit Children of Bodom und Ektomorf auf Europatournee. Von März bis Mai 2006 tourten sie durch Deutschland.
2006 wurde mit Christmas For The Lobotomizer die erste Single der Band veröffentlicht. Darauf ist ein neuer Song, der Titelsong der Single, und drei Live-Stücke, die beim Summer Breeze 2006 aufgenommen wurden. Die Single war nur über den Nuclear Blast-Mailorder erhältlich und ist laut dem Label auf 500 Stück limitiert.
Das zweite Album Error in Evolution erschien am 9. März 2007.
Das dritte Album Grim Tales erschien im Oktober 2008. Auf dem Album war zum ersten Mal ihr neuer Gitarrist Matthias Bolander zu hören.
Am 1. April 2009 gab die Band auf ihrer Website bekannt, dass Leadgitarrist Mikael Lagerblad die Band verlässt. Anfang September wurde verkündet, dass mit Jonas Blom ein neuer Leadgitarrist gefunden wurde. Er gewann eine landesweite Ausschreibung in Schweden für die Nachfolge von Lagerblad.
Im Jahr 2011  spielte die Band auf dem Circle Pit Festival in Heimersheim.
Anfang 2012 gab Sänger Johan Lindstrand bekannt, dass er eine Reunion mit The Crown plane und One Man Army and the Undead Quartet aus diesem Grund pausieren würden. Im Dezember 2012 folgte jedoch die endgültige Trennung zu Gunsten von The Crown.

## Diskografie

### Alben
- 2006: 21st Century Killing Machine
- 2007: Error in Evolution
- 2008: Grim Tales
- 2011: The Dark Epic

### Sonstiges
- 2005: When Hatred Comes to Life (Promo)
- 2006: Christmas for the Lobotomizer (Single, limitiert auf 500 Stück)